# Іглік
Іглі́к (каз. Игілік) — село у складі Єсільського району Акмолинської області Казахстану. Входить до складу Красногорської селищної адміністрації.
Населення — 202 особи (2021; 325 у 2009, 504 у 1999, 689 у 1989).
Національний склад станом на 1989 рік:
- казахи — 68 %.